# (17198) Gorjup
(17198) Gorjup (2000 AA31) – planetoida z pasa głównego asteroid okrążająca Słońce w ciągu 3,44 lat w średniej odległości 2,28 j.a. Odkryta 3 stycznia 2000 roku.